# Manifesta
 (mars 2025).
La mise en forme du texte ne suit pas les recommandations de Wikipédia : il faut le « wikifier ».
Les points d'amélioration suivants sont les cas les plus fréquents. Le détail des points à revoir est peut-être précisé sur la page de discussion.
- Les titres sont pré-formatés par le logiciel. Ils ne sont ni en capitales, ni en gras.
- Le texte ne doit pas être écrit en capitales (les noms de famille non plus), ni en gras, ni en italique, ni en « petit »…
- Le gras n'est utilisé que pour surligner le titre de l'article dans l'introduction, une seule fois.
- L'italique est rarement utilisé : mots en langue étrangère, titres d'œuvres, noms de bateaux, etc.
- Les citations ne sont pas en italique mais en corps de texte normal. Elles sont entourées par des guillemets français : « et ».
- Les listes à puces sont à éviter, des paragraphes rédigés étant largement préférés. Les tableaux sont à réserver à la présentation de données structurées (résultats, etc.).
- Les appels de note de bas de page (petits chiffres en exposant, introduits par l'outil «  Source ») sont à placer entre la fin de phrase et le point final[comme ça].
- Les liens internes (vers d'autres articles de Wikipédia) sont à choisir avec parcimonie. Créez des liens vers des articles approfondissant le sujet. Les termes génériques sans rapport avec le sujet sont à éviter, ainsi que les répétitions de liens vers un même terme.
- Les liens externes sont à placer uniquement dans une section « Liens externes », à la fin de l'article. Ces liens sont à choisir avec parcimonie suivant les règles définies. Si un lien sert de source à l'article, son insertion dans le texte est à faire par les notes de bas de page.
- La présentation des références doit suivre les conventions bibliographiques. Il est recommandé d'utiliser les modèles {{Ouvrage}}, {{Chapitre}}, {{Article}}, {{Lien web}} et/ou {{Bibliographie}}. Le mode d'édition visuel peut mettre en forme automatiquement les références.
- Insérer une infobox (cadre d'informations à droite) n'est pas obligatoire pour parachever la mise en page.

Pour une aide détaillée, merci de consulter Aide:Wikification.
Si vous pensez que ces points ont été résolus, vous pouvez retirer ce bandeau et améliorer la mise en forme d'un autre article.
Manifesta est la biennale européenne de création contemporaine.

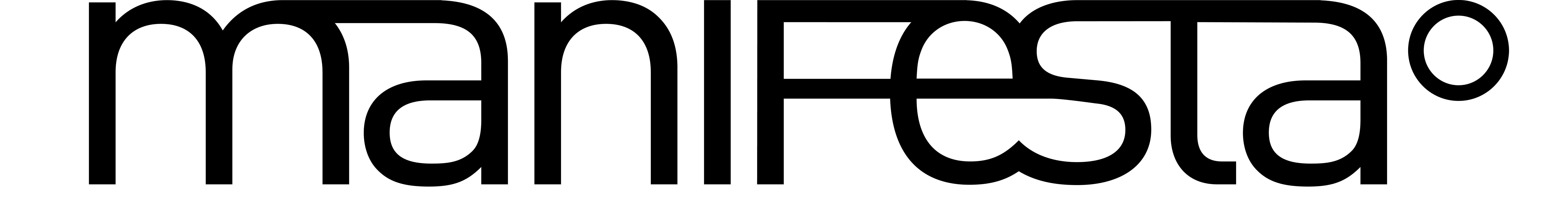
Logotype de Manifesta.

## Histoire
Créée au début des années 1990, Manifesta est la biennale européenne de création contemporaine, unique biennale itinérante, conçue en réponse aux nouvelles problématiques sociales, culturelles et politiques émergentes au sortir de la guerre froide dans un contexte d’intégration européenne. Cet événement unique dans l'art contemporain[pertinence contestée] en Europe est progressivement devenu une plateforme d’échanges entre l’art et la société où le milieu artistique et culturel est invité à produire de nouvelles expériences créatrices avec, et pour, le contexte dans lequel il s’inscrit.
Manifesta a pour ambition de repenser les relations entre la culture et la société en explorant et en catalysant les changements sociaux positifs en Europe à travers la culture contemporaine, dans un dialogue continu avec la sphère sociale du lieu d’accueil. Organisée tous les deux ans dans une ville d’accueil différente, chaque nouvelle édition a ses fonds propres et est gérée par un mix d’équipe permanente internationale et de spécialistes locaux. La biennale a été fondée par Hedwig Fijen, historienne de l'art originaire des Pays-Bas.
L'organisation et la gestion de Manifesta émane de la International Foundation Manifesta (IFM), basée aux Pays-Bas.

### 13eédition
Pour sa 13e édition, Manifesta s'est tenue pour la première fois en France à Marseille. Le but a été de développer les recherches et discussions menées par Manifesta sur les défis auxquels l’Europe est confrontée aujourd’hui. La biennale s'est tenue du 28 août au 29 novembre 2020 à Marseille et dans la Région Sud. Manifesta 13 Marseille propose de travailler avec les institutions culturelles et les associations existantes, à la fois de manière symbolique et concrètement, en introduisant des points de vue différents et en encourageant la réflexion sur leurs pratiques actuelles tout en élargissant leurs récits.
À la suite des annonces gouvernementales en date 28 octobre 2020 concernant la fermeture des lieux publics due à la crise sanitaire du COVID-19, Manifesta 13 Marseille a fermé ses portes le 29 octobre 2020, un mois avant la fermeture officielle.

## Éducation
Le programme d'éducation et de médiation de Manifesta représente une partie importante de chaque édition de la biennale. L'équipe éducative commence à développer des programmes dans les villes d’accueil de Manifesta. Les programmes créés par l'équipe sont issus de rencontres, de recherches sur le terrain et d'une cartographie socioculturelle et éducative.
Le programme est développé en collaboration avec les artistes et les associations de la ville d'accueil et comprend des projets éducatifs, curatoriaux, et artistiques accessibles à tous. L'équipe éducative est chargée de développer une médiation discursive et une perspective critique sur le programme central curatorial. Elle crée également un ensemble de programmes de recherche et de pratiques interdépendantes, axés sur les connaissances et les pratiques locales.

## Étude urbaine pré-biennale
Depuis Manifesta 12 Palerme, Manifesta commande une recherche urbaine pré-biennale sur la ville d’accueil à un bureau d'architecture de renommée internationale, afin de faire émerger de nouvelles « connaissances et structures » du territoire et de créer une base de travail solide pour la biennale.
L'Atlas de Palerme est l'étude urbaine commandée par Manifesta 12 et entreprise par l'OMA. Elle représente un modèle alternatif pour les travaux de recherche qui ont précédé cette 12ème édition.
En utilisant la méthodologie unique de l'OMA, l'Atlas de Palerme a tenté d'étudier l'évolution du caractère de la ville et sa complexité dans une perspective interdisciplinaire - couvrant l'architecture, l'archéologie, l'anthropologie, la recherche documentaire basée sur les archives, les histoires personnelles et les médias. Dans le but d'étudier la possibilité que Palerme puisse servir de prototype pour le monde à venir, la recherche menée et le livre qui en résulte sont une tentative d'utiliser la ville pour écrire l'histoire de toute une région - la zone euro-méditerranéenne - tout en offrant des réflexions et des analyses approfondies sur les personnages qui sont spécifiques à Palerme.

### Le Grand Puzzle
« Le Grand Puzzle » est l'étude urbaine pré-biennale commandée par Manifesta 13 Marseille au cabinet d'architecture MVRDV basé à Rotterdam et The Why Factory dirigé par Winy Maas.
Cette publication est le résultat d'une recherche intensive - menée de 2018 à début 2020 - par une équipe internationale d'architectes et d'urbanistes, en collaboration avec Manifesta 13 et des représentants d'institutions et d'universités de Marseille. Le Grand Puzzle propose une méthodologie, un agenda et une analyse pour dresser un portrait du Marseille d'aujourd'hui et peut se concevoir comme un « manifeste » pour la ville.
Étape fondatrice de Manifesta 13 Marseille, Le Grand Puzzle se présente comme un modèle de médiation innovant servant à la fois de canevas pour Marseille afin d’entrevoir son avenir et comme un cadre de recherche pour assurer l’impact et l’empreinte que Manifesta 13 laissera sur la ville et ses citoyens à long terme. La recherche révèle les spécificités, les possibilités, les rêves, les nécessités et les complexités de Marseille, ce qui donne lieu à un grand puzzle en forme de mosaïque et à de multiples narrations. Le Grand Puzzle est un outil permettant aux citoyens de repenser le potentiel de leur ville et illustre différentes possibilités de nouveaux paysages urbains plus accessibles.

## Éditions

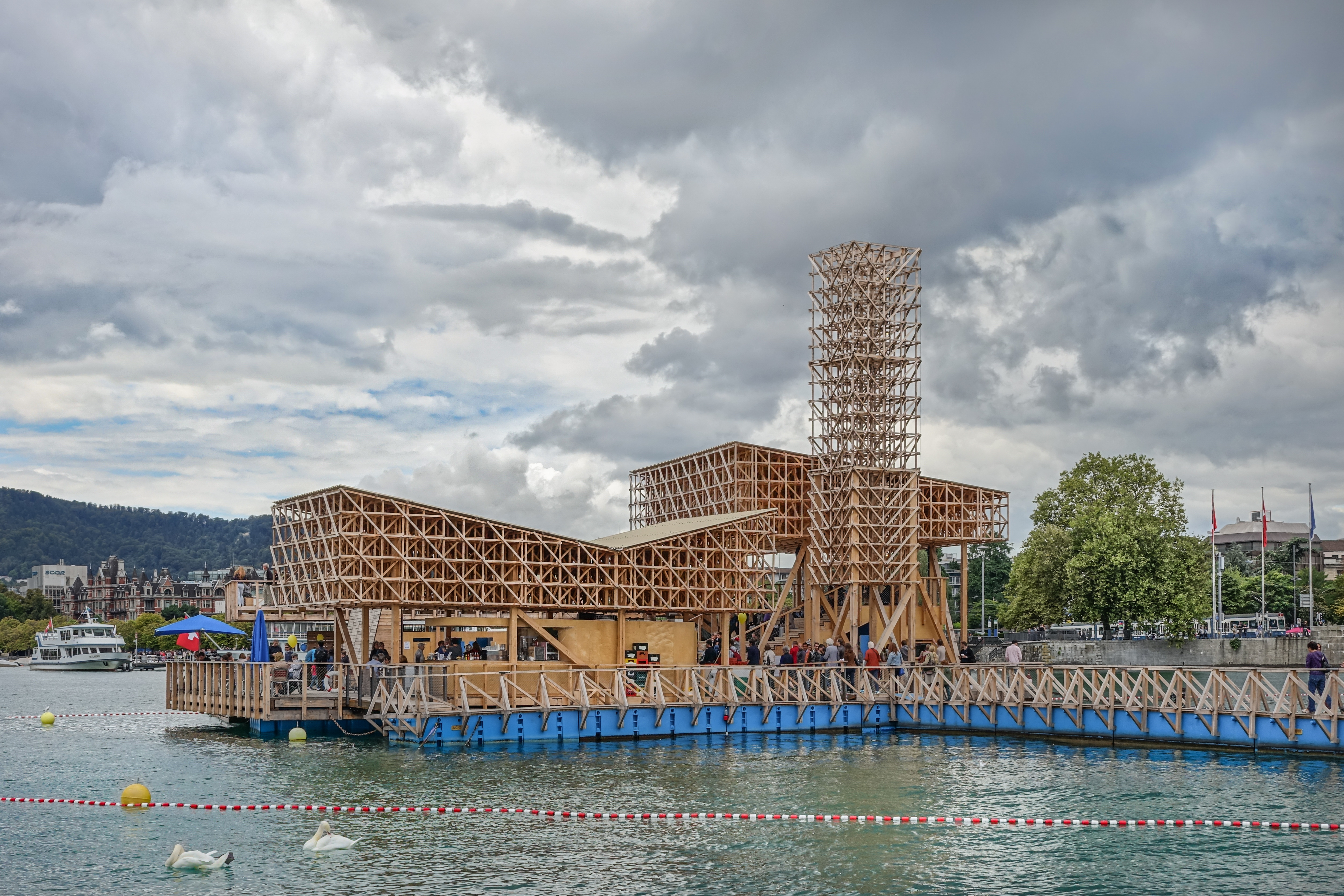
Manifesta 11

1. Du 9 juin 1996 au 19 août 1996 à Rotterdam, aux Pays-Bas.
2. Du 28 juin 1998 au 11 octobre 1998 au Luxembourg.
3. Du 23 juin 2000 au 24 septembre 2000 à Ljubljana, en Slovénie.
4. Du 25 mai 2002 au 25 août 2002 à Francfort-sur-le-Main, en Allemagne.
5. Du 11 juin 2004 au 30 septembre 2004 à Saint-Sébastien, en Espagne, organisée par Massimiliano Gioni et Marta Kuzma.
6. Du 23 septembre 2006 au 17 décembre 2006 à Nicosie, à Chypre (annulée).
7. Du 19 juillet 2008 au 2 novembre 2008 dans le Trentin-Haut-Adige, en Italie.
8. Du 9 octobre 2010 au 9 janvier 2011 à Murcie, en Espagne.
9. Du 2 juin 2012 au 30 septembre 2012 dans la province de Limbourg, en Belgique.
10. Du 28 juin 2014 au 31 octobre 2014 à Saint-Pétersbourg, en Russie.
11. Du 11 juin 2016 au 18 septembre 2016 à Zurich, en Suisse.
12. En 2018 à Palerme, en Italie.
13. Du 28 août au 29 novembre 2020 à Marseille, en France[4].